# Ząbków-Kolonia
Ząbków-Kolonia – wieś w Polsce, w województwie mazowieckim, w powiecie sokołowskim, w gminie Sokołów Podlaski. Ma status sołectwa. 
Do 31 grudnia 2024 miejscowość była częścią wsi Ząbków.